# Lipót
Lipót es un pueblo húngaro perteneciente al condado de Győr-Moson-Sopron, distrito de Mosonmagyaróvár.

## Superficie
Cuenta con una superficie de 16,09 kilómetros cuadrados.

## Demografía
Hasta 2023 la población era de 816 habitantes, con una densidad de población de 50,71 habitantes por kilómetro cuadrado.
| Gráfica de evolución demográfica de Lipót entre 2018 y 2023 |
|                                                             |
| Datos según la Oficina Central de Estadística de Hungría.   |